# Jan von Flocken
Jan von Flocken (* 19. Juni 1954 in Borna) ist ein deutscher Historiker und Journalist.

## Leben
Von Flocken studierte Geschichte an der Humboldt-Universität zu Berlin und wurde Redakteur bei der in Ost-Berlin erscheinenden Tageszeitung Der Morgen. Er wechselte nach der Wende 1989/90 zur Berliner Morgenpost und 1996 zum Nachrichtenmagazin Focus. Seit 2005 ist er als freier Autor tätig.
Von Flocken arbeitete zu Beginn der 1990er Jahre zum DDR-Unrecht und den Folgen für die Opfer des SED-Systems. Er veröffentlichte zudem Bücher zur neueren und zur Zeitgeschichte. Sein Buch über Königin Luise war 1989 eines der ersten, die in der DDR zu diesem Thema veröffentlicht wurden. Es folgten Werke über Katharina II. und prominente Feldherren der Weltgeschichte. Dabei entspricht seine Darstellung Karl Martells als Erretter des christlichen Abendlandes nicht dem aktuell mehrheitlich vertretenen Forschungsstand, wonach die Schlacht von Tours und Poitiers zurückhaltender einzuschätzen ist.
Jan von Flocken war Autor der neurechten Jungen Freiheit und veröffentlichte mehrere Bücher im Kai Homilius Verlag. Er ist zudem Autor des rechtsextremen Querfront-Magazins Compact von Jürgen Elsässer, das seit 2017 fünf Themenhefte der Reihe Geschichte Compact unter Flockens Namen als Hauptautor herausgab, und arbeitete für das Institut für Staatspolitik des rechtsextremen Publizisten Götz Kubitschek.
Im März 2015 war von Flocken Referent beim „Lesertreffen“ der rechtsextremen Zeitschrift Zuerst! in Zeulenroda, bei dem auch der NPD-Barde Frank Rennicke auftrat sowie der Neofaschist Alexander Dugin zugeschaltet wurde.
Von Flocken ist verheiratet und hat zwei Kinder.

## Auszeichnungen
Zusammen mit Michael Klonovsky und Erwin Jurtschitsch erhielt Jan von Flocken (alle Der Morgen, Berlin) 1990 von der Stiftung „Freiheit der Presse“ den Wächterpreis der deutschen Tagespresse für Beiträge über die „Aufdeckung und Behandlung von Menschenrechtsverletzungen durch die DDR-Justiz“.

## Werke
- Luise: Eine Königin in Preußen. Verlag Neues Leben, Berlin 1989, ISBN 3-355-00987-3
- Stalins Lager in Deutschland 1945-1950. Dokumentation, Zeugenberichte. Ullstein Verlag, Berlin 1991, ISBN 3-550-07488-3 (mit Michael Klonovsky)
- Katharina II. Zarin von Russland. Verlag Neues Leben, Berlin 1991, ISBN 3-355-01215-7
- Jan von Flocken, Michael F. Scholz: Ernst Wollweber: Saboteur, Minister, Unperson. Aufbau-Verlag, Berlin 1994, ISBN 3-351-02419-3.
- Die Siegesallee. Kai Homilius Verlag, Berlin 2000, ISBN 3-89706-899-0
- Unser Tausendjähriges Reich. Politisch unkorrekte Streifzüge durch die Geschichte der Deutschen. Kai Homilius Verlag, Berlin 2006, ISBN 3-89706-908-3
- Kriegerschicksal: Von Hannibal bis Manstein – große Feldherren der Weltgeschichte, Band 1. Kai Homilius Verlag, Berlin 2006, ISBN 3-89706-906-7
- Kriegerleben: Von Caesar bis Patton – große Feldherren der Weltgeschichte, Band 2. Kai Homilius Verlag, Berlin 2007, ISBN 3-89706-909-1
- Kriegertaten: Von Alexander bis Rommel – große Feldherren der Weltgeschichte, Band 3. Kai Homilius Verlag, Berlin 2008, ISBN 978-3-89706-910-7
- Die Lincoln-Verschwörung. Kai Homilius Verlag, Berlin 2007, ISBN 978-3-89706-808-7
- Die Pearl Harbor-Lüge. Kai Homilius Verlag, Berlin 2008, ISBN 978-3-89706-809-4
- Der Stalin-Anschlag. Kai Homilius Verlag, Berlin 2009, ISBN 978-3-89706-811-7
- 111 Geschichten zur Geschichte. Von Nofretete bis Evita Peron. Kai Homilius Verlag, Berlin 2009, ISBN 978-3-89706-912-1
- Friedrich I. von Brandenburg. Krieger und Reichsfürst im Spätmittelalter. Kai Homilius Verlag, Berlin 2009, ISBN 978-3-89706-916-9
- 99 Geschichten zur Geschichte. Von Ramses II. bis J. F. Kennedy. Kai Homilius Verlag, Berlin 2009, ISBN 978-3-89706-917-6